# Alejandro Pisonero Cartujo
Alejandro Pisonero Cartujo (geboren am 22. Juli 2004 in Valladolid) ist ein spanischer Handballspieler, der auf der Spielposition Rückraum Mitte eingesetzt wird.

## Vereinskarriere
Pisonero ist bei seinem Heimatverein Recoletas Atlético Valladolid aktiv. Mit der ersten Mannschaft des Vereins debütierte er in der Spielzeit 2020/2021 in der Liga Asobal, Spaniens höchster Liga. Seit der 2023/2024 wird er dort regelmäßig eingesetzt.

## Auswahlmannschaften
Er wurde im Jahr 2020 in sechs Spielen der spanischen promesas selección eingesetzt und warf dabei 19 Tore.
Am 14. Juli 2022 debütierte er mit der spanischen Jugendauswahl. Er nahm mit der Auswahl an der U-18-Europameisterschaft 2022 sowie der U-19-Weltmeisterschaft 2023 teil, bei der Spanien jeweils die Goldmedaille gewann. Bis August 2023 bestritt er 20 Partien mit der Jugendnationalmannschaft und warf darin insgesamt 58 Tore.
Seit Januar 2024 steht Pisonero im Aufgebot der Juniorennationalmannschaft. Er nahm auch an der U-21-Weltmeisterschaft 2025 (9. Platz) teil.

## Privates
Sein Vater ist David Pisonero, der ebenfalls Handball spielte und als Handballtrainer in Valladolid auch Alejandro Pisonero betreut.